# C'est quand qu'il s'éteint
C'est quand qu'il s'éteint è il diciannovesimo album in studio del rapper francese Jul, pubblicato il 9 giugno 2023.

## Tracce
1. La faille – 4:51
2. Entraînement – 4:11
3. Chagriné – 2:47
4. Alcantara – 3:14
5. Courtois – 3:06
6. Range ton égo – 3:00
7. Mazé – 3:00
8. Coco (feat. Vacra) – 2:33
9. DP sur le maillot – 3:00
10. Ragnar – 6:12
11. Faut s'enfuir – 3:08
12. Montana – 5:02
13. À la vue – 3:14
14. Je m'en fous de tout (feat. Dabeull) – 3:29
15. Mon sucre d'amour (feat. DJ Sozé) – 4:08
16. Uwa ni lé (feat. Obilisa & Medi Meyz) – 3:44
17. Opérationnel – 2:18
18. Droit au but – 3:15
19. Ma gentillesse – 3:39
20. Sentimental – 3:58
21. Cœur démoli (feat. Nia) – 3:47